# Tuiles de Sekishū

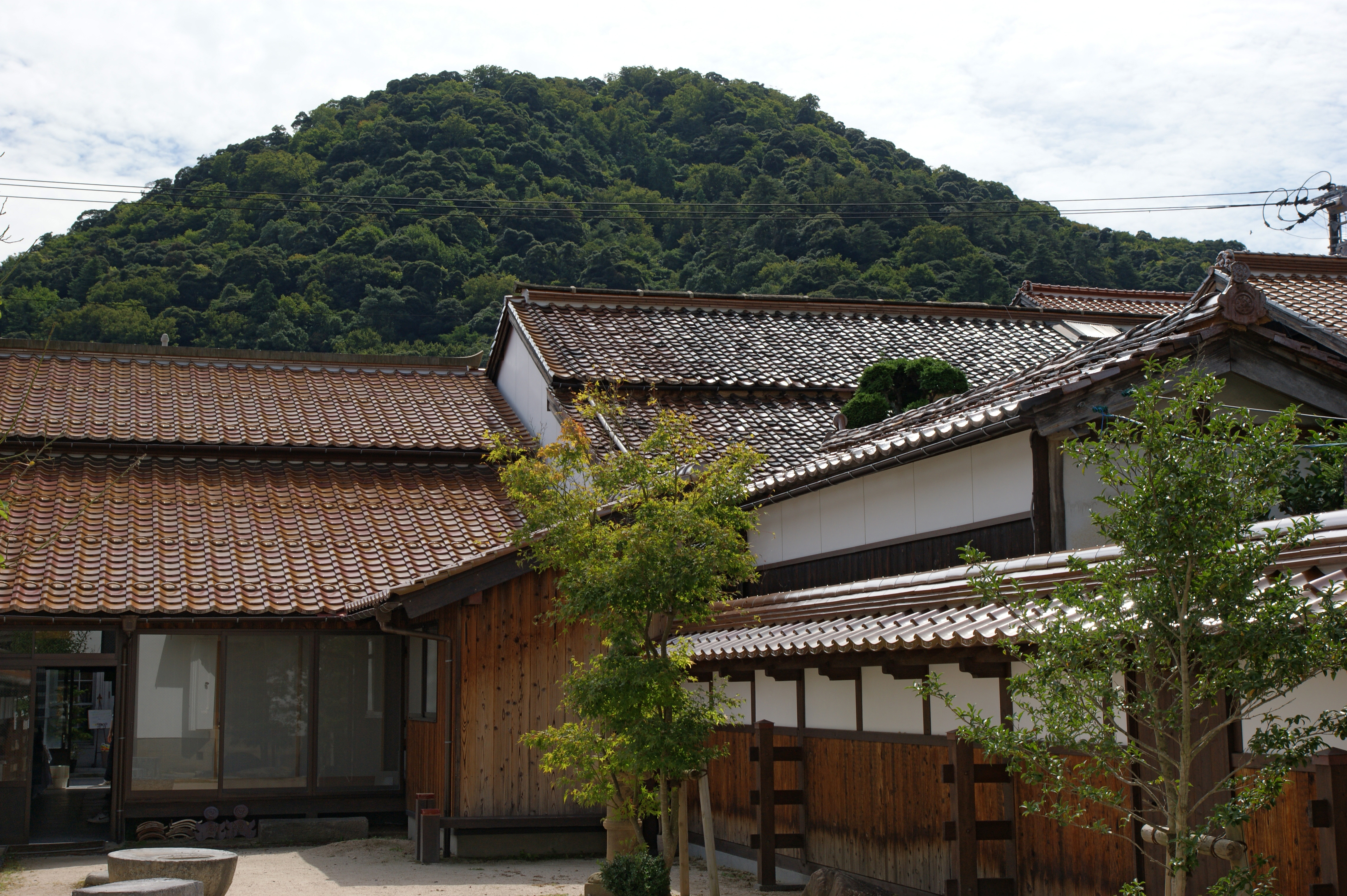
Tuiles de Sekishū (Utsubuki Tamagawa, Préfecture de Tottori)

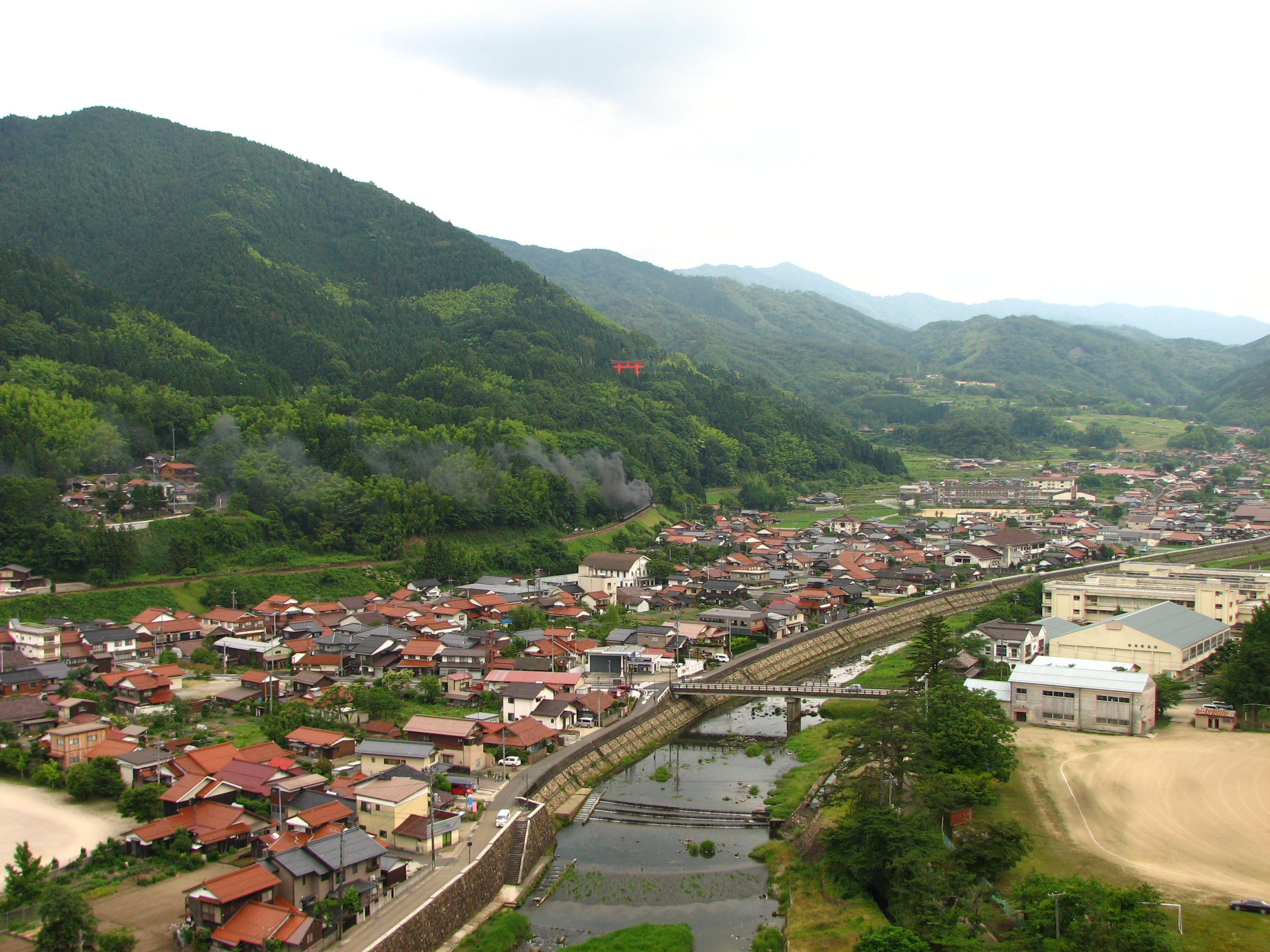
Tuiles de Sekishū (ville de Tsuwano, préfecture de Shimane)

Les tuiles de Sekishū (石州瓦, sekishū-gawara) sont des tuiles de terre cuite produites dans la région d'Iwami, préfecture de Shimane, au Japon. Elles comptent parmi les trois types de tuiles les plus réputés du Japon, avec les tuiles d'Awaji et les tuiles de Sanshū.

## Aperçu
Les tuiles de Sekishū sont principalement produites dans le quartier de Miyakonotsu de la ville de Gōtsu mais également dans les villes limitrophes de Ōda, Hamada et Masuda. Cuites a plus de 1200 ℃, elles sont très résistantes au gel et sont de ce fait largement utilisées dans les régions à fort enneigement, sur la côte de la mer du Japon et à Hokkaidō. De nos jours, si environ deux cent millions de tuiles Sekishu sont produites chaque année, la production est menacée par la raréfication de l'argile de qualité. 
Dans la région du san'in, de nombreux hameaux exhibent des toits d'un brun rouge caractéristique des tuiles Sekishu. Cette couleur est donnée par la glaçure Kimachi, produite à partir de pierres du même nom extraites dans la région d'Izumo.